# Eupnigodes sierranus
Eupnigodes sierranus är en insektsart som först beskrevs av Rehn, J.A.G. och Morgan Hebard 1909.  Eupnigodes sierranus ingår i släktet Eupnigodes och familjen gräshoppor. Inga underarter finns listade i Catalogue of Life.